# (612047) 1996 TK66
1996 TK66, também escrito como 1996 TK66, é um objeto transnetuniano (TNO) que está localizado no cinturão de Kuiper, uma região do Sistema Solar. Ele é classificado como um cubewano. Ele possui uma magnitude absoluta (H) de 6,4 e, tem um diâmetro estimado com cerca de 231 km, por isso é pouco provável que possa ser classificado como um planeta anão, devido ao seu tamanho relativamente pequeno.

## Descoberta
1996 TK66 foi descoberto no dia 09 de outubro de 1996 pelo astrônomo B. Schmidt e da equipe High-Z.

## Órbita
A órbita de 1996 TK66 tem uma excentricidade de 0.010 e possui um semieixo maior de 42.744 UA. O seu periélio leva o mesmo a uma distância de 42.322 UA em relação ao Sol e seu afélio a 43.166.